# La prima Bette

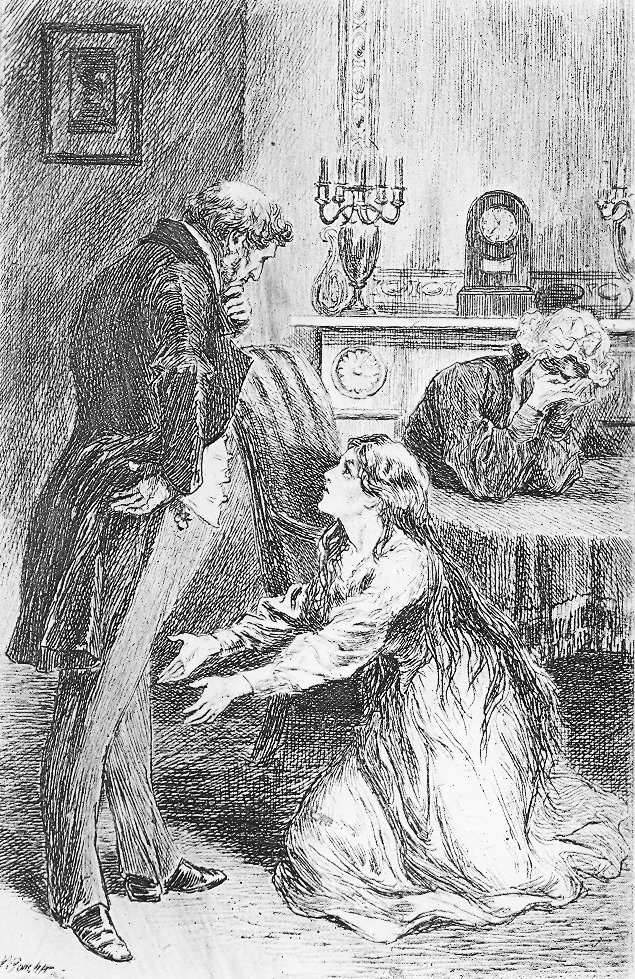
Primera página de la edición de 1901 de Avil Publishing Company de La prima Bette.

La prima Bette (en francés, La Cousine Bette), conocida también como Los parientes pobres, es una novela del escritor francés Honoré de Balzac publicada en 1846. Ambientada en el París de mediados del siglo XIX, narra la historia de una mujer soltera de mediana edad que planea la destrucción de su familia. Bette se alía con Valérie Marneffe, una joven infeliz en su matrimonio, para seducir y atormentar a varios hombres. Uno de ellos es el barón Hector Hulot, el esposo de la prima de Bette, Adeline. Hulot sacrifica la fortuna familiar y su reputación para complacer a Valérie, pero ella lo abandona por un rico comerciante llamado Crevel. La historia forma parte de la sección titulada Scènes de la vie parisienne de la gran antología de Balzac La Comédie humaine.
En la década de 1840, se popularizó ampliamente en Francia un formato conocido como folletín, y los más aclamados fueron los escritos socialistas de Eugène Sue. Balzac quería desafiar la supremacía de Sue, y demostró ser el mayor escritor de folletines de Francia. Con un ritmo de escritura rápido e intenso, produjo La prima Bette, una de sus novelas más largas, en dos meses. Se publicó en Le Constitutionnel a finales de 1846, y al año siguiente se incluyó en la antología Le Cousin Pons.
Moralmente los personajes de la novela representan polos opuestos. La vengativa Bette y la falsa Valérie por un lado, y la misericordiosa Adeline y su paciente hija Hortense por el otro. El patriarca de la familia Hulot, mientras tanto, se consume de deseo por la bella Valérie. El esposo de Hortense, el exiliado polaco Wenceslas Steinbock, representa al genio artístico, aunque sucumbe a la incertidumbre y a la falta de motivación. Balzac se inspiró para el personaje de Bette en su madre y en la poetisa Marceline Desbordes-Valmore. Se cree que una de las escenas con el barón Hulot está vagamente basada en la vida de un amigo de Balzac, el novelista Victor Hugo.
La prima Bette se considera como la última gran obra de Balzac. Su característico uso de detalles realistas se combinan con un panorama de personajes que ya habían aparecido en otras novelas. Varios críticos la consideraron como un punto de inflexión en la carrera del escritor, y otros lo han descrito como un texto típicamente naturalista. Se lo ha comparado con Otelo de William Shakespeare y con La guerra y la paz de León Tolstoi. La novela abarca las temáticas del vicio, la virtud y la influencia del dinero en la sociedad francesa. La relación de Bette con Valérie también ha sido considerada como una exploración significativa del homoerotismo. Durante el siglo XX se produjeron varias versiones cinematográficas de la obra, incluyendo una miniserie de 1971 de la BBC con Margaret Tyzack y Helen Mirren como protagonistas, y un largometraje de 1998 con Jessica Lange en el papel principal.

## Antecedentes

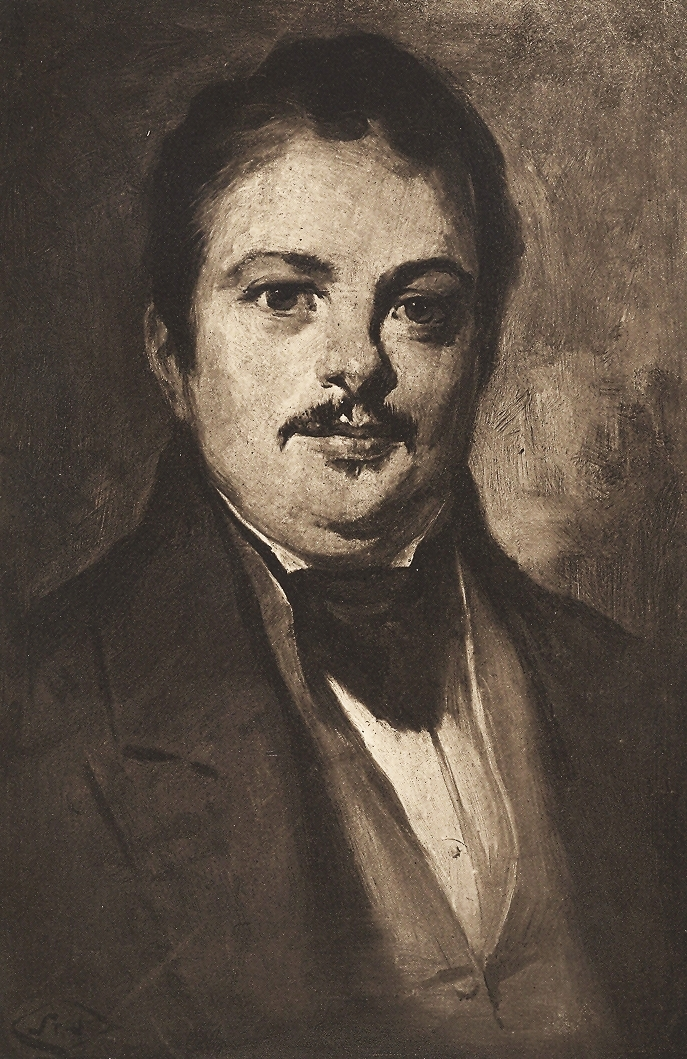
En su segunda carta anónima, Ewelina Hańska le dijo a Balzac: Su alma abraza siglos, monsieur.

Para 1846 Honoré de Balzac había alcanzado una inmensa fama como escritor, pero sus finanzas y su salud se estaban deteriorando rápidamente. Después de escribir una serie de novelas potboiler en la década de 1820, publicó su primer libro bajo su propio nombre, Les Chouans, en 1829. Continuó esto con docenas de novelas bien recibidas y con cuentos, incluyendo La Peau de chagrin (1831), Le Père Goriot (1835) y los dos volúmenes de Illusions perdues (1837 y 1839). Sin embargo, debido a su lujoso estilo de vida y a su afición por la especulación financiera, pasó la mayor parte de su vida intentando pagar gran variedad de deudas. Escribió incansablemente, conducido en gran parte por su necesidad económica, como también por las musas y el café negro. Este régimen de trabajo constante agotó su cuerpo y le trajo reprimendas de parte su médico.
Mientras su trabajo lograba reconocimiento, Balzac comenzó a enviarse cartas con una baronesa polaca llamada Ewelina Hańska, quien lo contactó por primera vez mediante una carta anónima en 1832, firmada por L'Étrangère. Desarrollaron una afectuosa relación en sus cartas y, cuando ella quedó viuda en 1841, Balzac le pidió su mano en matrimonio. La visitó con frecuencia en Polonia y Alemania, pero varias complicaciones impidieron su unión. Una de estas fue una aventura que Balzac tuvo con su ama de llaves, Louise Breugniot. Cuando se dio cuenta de su afecto por Madame Hańska, Breugniot le robó una colección de sus cartas y las utilizó para extorsionar a Balzac, sacándole dinero. Incluso después de este episodio, sin embargo, se acercó más a Madame Hańska con cada visita y, para 1846, había empezado a preparar un hogar para compartir con ella. Albergó la esperanza de que podrían casarse cuando ella quedara embarazada, pero se enfermó en diciembre y sufrió un aborto espontáneo.
La mitad del siglo XIX  fue una época de profundos cambios en el gobierno y la sociedad francesas. El reinado de Carlos X terminó en 1830 cuando una ola de agitación y desacuerdo lo obligó a abdicar. Fue reemplazado por Luis Felipe, quien se nombró a sí mismo como "Rey de los Franceses", más que el habitual "Rey de Francia" -un indicio de que él respondía más a la naciente burguesía que al aristocrático Antiguo Régimen. El cambio en el gobierno tuvo lugar mientras la economía francesa estaba cambiando desde el mercantilismo al desarrollo industrial. Este abrió nuevas oportunidades para aquellos individuos que esperaban adquirir riqueza, y derivó en importantes cambios en las normas sociales. Miembros de la aristocracia, por ejemplo, fueron obligados a relacionarse socialmente con los nuevos ricos, generalmente con tensos resultados. El espíritu democrático de la Revolución francesa también afectó a las interacciones sociales, con un cambio en la lealtad popular lejos de la iglesia y de la monarquía.

## Escritura y publicación

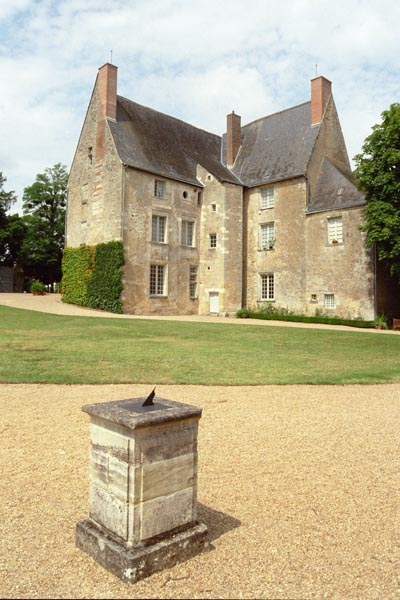
Balzac visitó el Château de Saché por primera vez en 1832, cuando escribió Louis Lambert, su novela autobiográfica.

Después de descansar una semana en el Château de Saché en Tours, en junio de 1846, Balzac regresó a París y comenzó a trabajar en una pequeña historia llamada "Le Parasite", la cual finalmente desarrolló en la novela Le Cousin Pons. Desde el principio intentó introducirla en otra novela, recogiéndolas bajo el título Les Parents pauvres (en español, Las relaciones pobres). Balzac basó el segundo libro en una historia que su hija Laure Surville había escrito, llamada La prima Rosalie, y lo publicó en 1844, en Le Journal des enfants. Escribió la novela entera en dos meses con un ritmo intensivo y la llamó La prima Bette en honor al nombre de su personaje principal. Se trató de un logro muy destacado tomando en cuenta la mala salud de Balzac, pero su longitud resaltó especialmente la velocidad del autor para escribir. Un crítico describió la composición de Les Parents pauvres como "la última explosión de energía creativa" de Balzac. Otro sugirió que ese esfuerzo fue "lo que faltaba para destruir la gran fortaleza de Balzac".
El modo de revisión de Honoré de Balzac implicaba ediciones vastas y complicadas, realizadas especialmente para las pruebas de galera que recibía por parte de la imprenta. Sin embargo, mientras escribía La prima Bette le otorgó dicho trabajo a su editor, quien lo realizó pieza por pieza, sin ver ninguna prueba. El libro se serializó en la gráfica del periódico Le Constitutionnel entre el 8 de octubre y el 3 de diciembre, y Balzac aceleró el proceso para poder continuar con la rápida impresión del periódico. Produjo un promedio de ocho páginas por día, pero bajó el ritmo ante la inesperada enormidad de la historia a medida que esta crecía. Balzac recibió 12.836 francos por la serie de libros que luego fue publicada por Chiendowski y Pétron junto a Le Cousin Pons, como un libro de 12 volúmenes. La primera edición completa de La prima Bette se organizó en 132 capítulos, pero estas fueron quitadas cuando Balzac lo agregó a su masiva obra La Comédie humaine (en español, La comedia humana) en 1848.

## Argumento

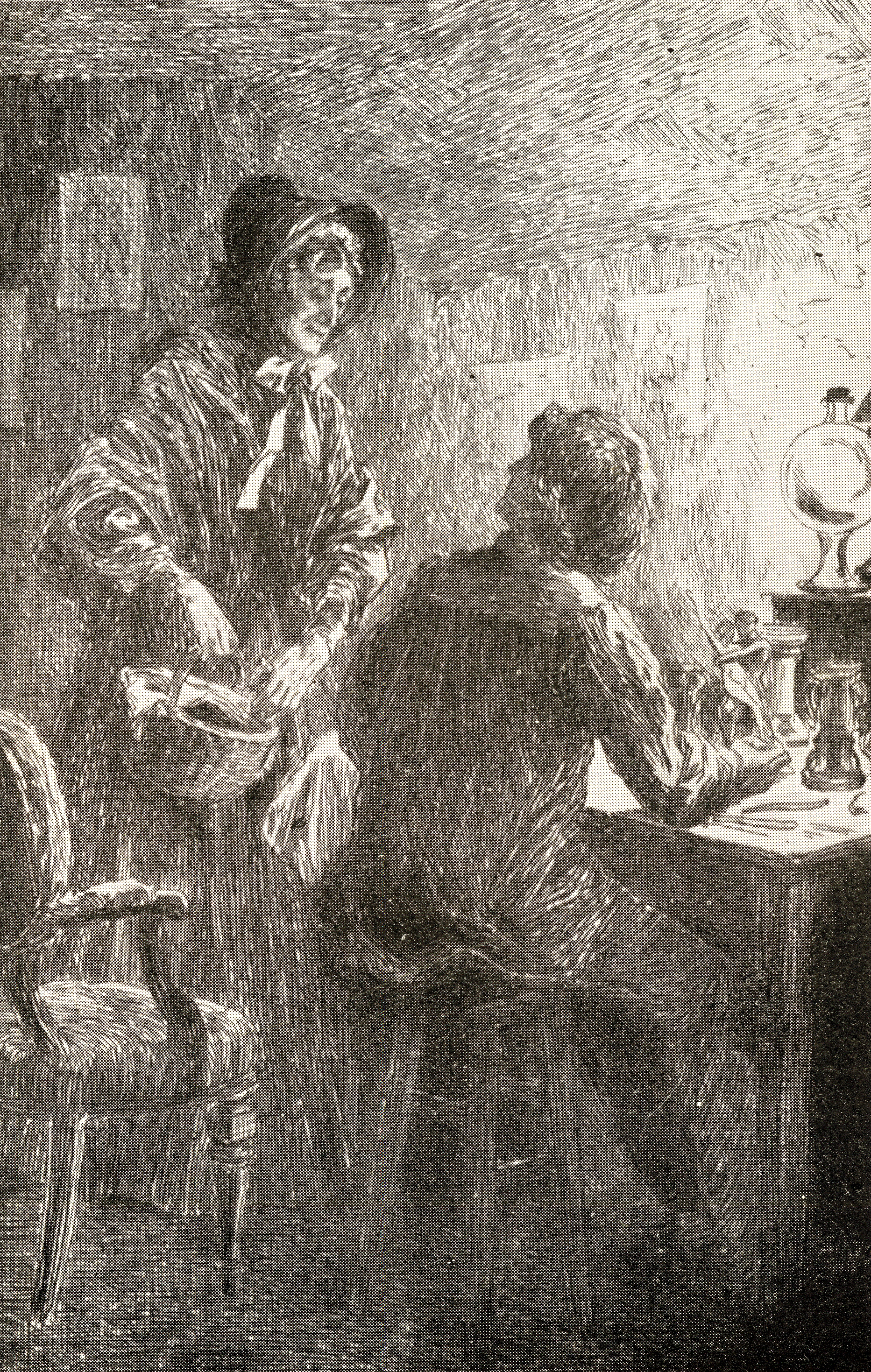
Mientras cuida de él, Bette se refiere a Wenceslas Steinbock como "mon enfant ... un garçon qui se relève du cercueil" ("ni niño ... un hijo que se levantó de la tumba").

El primer tercio de la novela consta de una amplia exploración de las historias de los personajes. Balzac lo aclara después de 150 páginas: "Ici se termine, en quelque sorte, l'introduction de cette histoire." ("Aquí termina lo que es, en cierta forma, la introducción a esta historia".) Al comienzo de la novela, un adinerado comerciante llamado Célestin Crevel presiona a Adeline Hulot, la esposa del exitoso barón Hector Hulot, para tener un romance con ella. Su deseo se debe en parte a un concurso en el cual el adúltero barón Hulot había obtenido la mano de la cantante Josépha Mirah, también codiciada por Crevel. La hija de los Hulot, Hortense, había comenzado a buscar un marido; su hijo Victorin, por su parte, está casado con la hija de Crevel, Celestine. Mme. Hulot se resiste a los avances de Crevel, por lo que él dedica su atención a otras mujeres.
La prima de Mme. Hulot, Bette (también llamada Lisbeth), desarrolla un profundo pero secreto resentimiento hacia sus parientes. Bette, una campesina que no goza ni de un vestigio de la belleza de su prima, había rechazado una serie de propuestas de matrimonio de hombres de clase media, y a los 42 años de edad sigue soltera. Un día conoce a un escultor polaco fracasado llamado Wenceslas Steinbock, cuando este está tratando de suicidarse en el pequeño departamento ubicado un piso más arriba que el suyo. A medida que lo alimenta para que recupere la salud, desarrolla un cariño maternal hacia él. También traba amistad con Valérie, la esposa de un empleado del Departamento de Guerra apellidado Marneffe; las dos mujeres forman un vínculo de afecto y protección mutua.
Josépha, mientras tanto, rechaza al barón Hulot y le explica que había elegido otro hombre con más dinero. Hulot se alivia rápidamente cuando conoce y se enamora de Valérie Marneffe. La colma de atenciones, y pronto establece una casa lujosa para ella y para M. Marneffe, su compañero de trabajo en el Departamento de Guerra. Estas deudas, sumadas al dinero que había gastado en Josépha, amenazan la seguridad financiera de la familia Hulot. Asustado, convence a su tío Johann Fischer de que le preste fondos de una oficina del Departamento de Guerra de Algiers. Las penurias de Hulot se solucionan temporalmente y la felicidad de Bette se hace trizas, cuando, al final de la introducción, Hortense Hulot contrae matrimonio con Wenceslas Steinbock.
Destruida por haber perdido la compañía de Steinbock, Bette jura venganza sobre la familia Hulot. Trabaja en secreto con Valérie para quitarle más dinero al barón Hulot. Valérie también seduce a Crevel y ve con orgullo que ambos caen en la trampa. Con la ayuda de Bette, Valérie busca a Steinbock y lo atrae hacia su recámara. Cuando Hortense descubre la infidelidad de su esposo, lo abandona y regresa con su hijo junto a su madre, Adeline. Valérie también proclama su amor hacia un barón brasileño llamado Henri Montès de Montéjanos, y les jura devoción absoluta constantemente a cada uno de los cinco hombres. 
El hermano del barón Hulot, conocido como le maréchal, contrata a Bette como su ama de llaves y se encariñan entre ambos. Descubre las infidelidades de su hermano (y las dificultades que le había causado a Adeline, quien se niega a abandonar a su esposa), y promete casarse con Bette si le da más detalles. Ella acepta, feliz ante la posibilidad de asegurarse, finalmente, un matrimonio envidiable. Cuando investiga el comportamiento de su hermano, sin embargo, le maréchal descubre la trampa del barón Hulot en Algiers. Se siente sobrepasado por la desagracia, y su salud se deteriora.
Cuando Valérie queda embarazada, le dice a cada uno de sus amantes (y a su esposo) que es el padre del niño. Sin embargo, da a luz a un bebé muerto y su esposo muere poco después. Hulot y Crevel se sienten extasiados cuando se enteran de las noticias, convencidos de que se convertirían en su único amor cuando pasase el período oficial de duelo. Valérie elige a Crevel por su fortuna, y poco después se casan. La noticia enfurece al Barón Montès, por lo que desarrolla un plan para envenenar a los recién casados. Crevel y Valérie mueren lentamente, con sus cuerpos devorados por una toxina exótica brasileña. 
Un tiempo más tarde, el Príncipe de Wissembourgh visita a Victorin Hulot, con noticias sobre prosperidad económica. El hermano del barón, antes de su muerte, había hecho arreglos para pagar las deudas del hermano, y le había conseguido empleo a Adeline en una asociación de caridad católica. El barón Hulot había desaparecido y Adeline pasaba su tiempo libre buscándolo en lugares de mala reputación. Finalmente lo encuentra viviendo con una cortesana de quince años de edad, y le ruega que regrese con su familia. Él acepta, pero cuando sube al carruaje, pregunta: "mais pourrai-je emmener la petite?" ("¿Puedo llevarme a la muchacha?") El hogar de los Hulot permanece unido nuevamente por un tiempo, pero la furia de Bette ante su aparente felicidad la lleva a la muerte. Una noche, después del funeral, Adeline escucha a su esposo cuando seduce a una sirvienta llamada Agathe. En su lecho de muerte, Adeline se queja por primera vez del comportamiento de su marido: "[D]ans un moment, tu seras libre, et tu pourras faire une baronne Hulot." ("En un momento, serás libre, y podrás convertir a otra mujer en la baronesa Hulot.") Poco tiempo después del entierro de su esposa, Hulot se casa con Agathe.

## Personajes e inspiraciones
Balzac había escrito más de setenta novelas cuando comenzó con La prima Bette, y en ellas había incluido algunos personajes recurrentes. Varios de los personajes de la novela, por lo tanto, aparecen ya con un pasado y una profundidad biográfica. Por ejemplo, Célestin Crevel apareció por primera vez en la novela de Balzac César Birotteau, de 1837, como un empleado del protagonista. Con una considerable fortuna acumulada en dicho libro, Crevel pasa su tiempo en La prima Bette disfrutando las ganancias de su labor. Otro personaje recurrente importante es Marshal Hulot, quien ya había aparecido como un coronel en Les Chouans. En los años que pasaron entre esa historia y La prima Bette, se convirtió en el Conde de Forzheim; en una carta al Constitutionnel, Balzac describe qué había hecho Marshal Hulot para obtener su título. La presencia de Crevel y de Marshal Hulot, entre otros, en La prima Bette dio lugar a una continuación de las historias de vida de cada personaje, con un plus de énfasis o complejidad sobre los eventos anteriores.
Aparecen brevemente otros personajes recurrentes en La prima Bette; sus participaciones anteriores, sin embargo, les otorgan una profunda importancia a la presencia de los personajes. Este es el caso de Vautrin, la mente maestra criminal que es el tutor del joven Eugene de Rastignac en la novela de 1835 Le Père Goriot. Cuando reaparece en La prima Bette, se descubre que se había unido a la policía y le presenta a la familia Hulot a su tía, Madame Nourrison, quien ofrece un remedio cuestionable moralmente para sus infortunios. Pese a que la presencia de Vautrin en La prima Bette es breve, sus anteriores aventuras en Le Père Goriot provocan que se lo identifique al instante y le da textura emocional al texto. En otro sitio, Balzac presenta un mundo entero de experiencias al incluir personajes de una esfera de la sociedad en particular. Por ejemplo, en varias escenas aparece el artista Jean-Jacques Bixiou, que ya había aparecido en Les Employés en 1837 y en muchos otros libros. El mundo de la vida nocturna parisina aparece rápidamente en las mentes de los lectores con la inclusión de varios personajes de Les Comédiens sans le savoir (1846), y Bianchon aparece, como siempre, cuando se necesita un médico.
El uso de Balzac de personajes recurrentes ha sido identificado como un componente único de sus obras de ficción. Permite una profundidad de caracterización que va más allá del diálogo o narración simple. "Cuando los personajes reaparecen", nota el crítico Samuel Rogers, "no salen de la nada; emergen de la privacidad de sus propias vidas, la cual, durante un intervalo, no hemos podido ver". Algunos lectores, sin embargo, se sienten intimidados por la profundidad creada por estas historias independientes, ya que se pierden del contexto importante para los personajes. El novelista detective Arthur Conan Doyle dijo que nunca trató de leer a Balzac, porque "no sabría por dónde comenzar". Véase también Pugh.</ref> La caracterización en La prima Bette se considera como especialmente habilidosa. Anthony Pugh, en su libro Balzac's Recurring Characters, dice que la técnica se usa "la mayor parte de las veces sin ese sentimiento de autoindulgencia que marca parte de las obras posteriores de Balzac. Casi cada uno de los ejemplos aparece naturalmente como un producto de la situación". (Pugh, 1974, p. 424) El biógrafo Noel Gerson ubicó a los personajes de La prima Bette "entre los más memorables que Balzac ha creado".

### Bette Fischer
Las descripciones hacia Bette suelen estar conectadas con el salvajismo y la semejanza con los animales. Su nombre, por ejemplo, es un homófono en francés para "bête" ("bestia"). En un pasaje dice "elle ressemblait aux singes habillés en femmes" ("a veces parecía uno de esos monos con enaguas"), aunque su voz se la describe como "une jalousie de tigre" ("semejante a la de un tigre"). Su furia bestial sale a la superficie con ferocidad cuando descubre que Steinbock se había comprometido con Hortense: 

La physionomie de la Lorraine était devenue terrible. Ses yeux noirs et pénétrants avaient la fixité de ceux des tigres. Sa figure ressemblait à celles que nous supposons aux pythonisses, elle serrait les dents pour les empêcher de claquer, et une affreuse convulsion faisait trembler ses membres. Elle avait glissé sa main crochue entre son bonnet et ses cheveux pour les empoigner et soutenir sa tête, devenue trop lourde; elle brûlait! La fumée de l'incendie qui la ravageait semblait passer par ses rides comme par autant de crevasses labourées par une éruption volcanique.

La fisonomía de Lisbeth se había vuelto terrible. Sus ojos negros y penetrantes tenían la fijeza de los de los tigres. Su cara se parecía a aquellas a los que suponemos en las serpientes, apretaba los dientes para impedir que crujiesen y todo su cuerpo temblaba convulsivamente. Había deslizado su mano ganchuda entre su gorro y sus cabellos para agarrarlos y sostener su cabeza, la cual se sentía demasiado pesada; ¡quemaba! El humo del incendio que la asolaba parecía pasar por sus arrugas como por pasa la lava por las grietas aradas en una erupción volcánica.

Cuando descubre que su prima Adeline había estado recibiendo a Steinbock en la casa de Hulot, Bette jura venganza: "Adeline! se dit Lisbeth, ô Adeline, tu me le payeras, je te rendrai plus laide que moi!" ("'¡Adeline!' murmuró Lisbeth. 'Oh, Adeline, ¡pagarás por esto! Te haré tan fea como yo.") Su crueldad y su deseo de venganza ha llevado a que los críticos la describan como un personaje "demoníaco" y como "una de las creaciones más aterrorizantes de Balzac". Debido a su facilidad para manipular a gente que la rodea, Bette ha sido comparada a Iago de Otelo, la obra de William Shakespeare. Su feroz comportamiento se atribuye en parte a su condición de campesina y en parte también a su virginidad, la cual, según Balzac, le da "une force diabolique ou la magie noire de la volonté" ("una fortaleza diabólica, o la magia negra de la voluntad").
En una carta a Madame Hanska, Balzac indicó que basó el personaje de Bette en tres mujeres de su vida: su propia madre, la tía de Madame Hanska, Rosalie Rzewuska, y la poetisa Marceline Desbordes-Valmore. Balzac tuvo una relación tumultuosa con su madre durante la mayor parte de su vida e incorporó parte de su personalidad (particularmente su "persistencia obstinada por vivir"), en Bette. Rosalie Rzewuska desaprobaba la relación de Mme. Hanska con Balzac; los biógrafos están de acuerdo en que su fría determinación también fue una inspiración para Bette. Los elementos tomados de Marceline Desbordes-Valmore son más complejos; enfrentó muchos setbacks en su vida y ella y Balzac se hicieron amigos después de que ella abandonó la actuación para dedicarse a la poesía.

### Valérie Marneffe
La cómplice de Bette en su empresa de la destrucción de la familia Hulot es la hermosa y codiciosa Valérie Marneffe, la esposa insatisfecha de un empleado del Departamento de Guerra. Desarrollan una gran amistad, considerada por muchos críticos como un ejemplo de lesbianismo. Dadas su relación y sus objetivos similares, el crítico Frederic Jameson ha dicho que "Valérie ocupa el lugar de una especie de emanación de Bette".
El desagradable marido de Valérie la rechaza, al punto de que, al momento de la historia, llevan cinco años sin besarse. Explica sin vueltas que su posición como mujer casada le da perspicacia y opciones que no están al alcance de la prostituta común que tiene un precio establecido; después del fallecimiento de Marneffe, Valérie se interpone entre Hulot y Montés (mientras que también pasa algunas noches con Steinbock) y después los deshecha para casarse con Crevel, el más adinerado de todos. Se divierte con la devoción de sus amantes, y esta maldad ha llevado a algunos críticos a especular que es, en realidad, el centro del cuento moral de Balzac.
En una escena importante, Valérie modela para Steinbock como Dalila, posada victoriosamente sobre Sansón, vencido. Con obvias similitudes con sus propias actividades, describe su versión de la pieza: "Il s'agit d'exprimer la puissance de la femme. Samson n'est rien, là. C'est le cadavre de la force. Dalila, c'est la passion qui ruine tout." ("Lo que debes mostrar es el poder de la mujer. Sansón es secundario, es el cuerpo de la fortaleza muerta. Es la pasión de Dalila la que arruina todo".)
Aunque si bien Balzac no se basó en ninguna mujer en particular para crear a Valérie, se han observado ciertos parecidos. El tumultuoso final de su romance con Louise Breugniot y la ventaja que ella obtiene por su devoción hacia Mme. Hanska son similares, en cierta forma, a la manipulación que ejerce Valérie sobre Steinbock. Los críticos también conectan el orgullo que siente Balzac cuando Mme. Hanska queda embarazada y pierde al bebé con los sentimientos del barón Hulot cuando Valérie concibe y pierde a su hijo. Aunque nunca relacionó directamente la personalidad de Mme. Hanska con la del personaje de Válerie, sentía una devoción similar a la de Hulot. Una vez le escribió: "je fais pour mon Eve toute les folies qu'un Hulot fait pour une Marneffe, je te donnerai mon sang, mon honneur, ma vie" ("Cometeré por ti todas las locuras que comete Hulot por Madame Marneffe; te daré mi sangre, mi honor y mi vida").

### Hector y Adeline Hulot
El barón Hector Hulot es la representación física del deseo sexual masculino, sin importarle las consecuencias dentro de su familia. A medida que la novela avanza, se consume por su libido, incluso en el sentido físico. Cuando Valérie le pide que deje de teñirse el cabello, él lo hace para complacerla. Sus infortunios financieros y su desgracia pública lo llevan a huir de su propio hogar; al final del libro, es un anciano decrépito venido a menos. El barón Hulot está tan agobiado por su gusto por el cuerpo femenino que incluso le pide a su esposa, sin ironía, si puede llevarle a la casa a su amante de quince años de edad.
Adeline Hulot, por otra parte, es la misericordia personificada. Al igual que su prima Bette, era una campesina, pero tenía los ideales de la femineidad del siglo XIX, tales como la devoción, la gracia y la deferencia. En la primera escena revela que hacía años que conocía las infidelidades de su marido, pero se negaba a condenarlo. La naturaleza compasiva de Adeline se considera como un defecto del personaje. Algunos sugieren que tiene parte de la culpa de la promiscuidad de Hulot. C.A. Prendergast, por ejemplo, describe a su capacidad de perdonar como "una respuesta inadecuada e incluso positivamente desastrosa" a su situación. Además sostiene que Adeline, al elegir el papel de la esposa callada y trabajadora, se había despojado del poder erótico que caracteriza al barón. "Uno podría, al menos, ofrecer la especulación tentativa de que la promiscuidad obsesiva de Hulot es en parte el resultado de una cierta pobreza en Adeline, que la terrible lógica está parcialmente moldeada por una deficiencia crucial en su esposa". Otros son menos acusadores; la casi infinita misericordia de Adeline, dicen, es la evidencia de su escasa inteligencia. El crítico Herbert J. Hunt declara que muestra "más imbecilidad que paciencia cristiana", y David Bellos señala que, como su esposo, la conduce la pasión, aunque de un tipo diferente: "El deseo de Adeline (por el bien, por la familia, por Hector, por Dios) es tan radicalmente diferente de los deseos motivadores de los otros personajes que, en su contexto, parece que no tuviera deseo..."
La inspiración de Balzac por los personajes de Hector y Adeline no está clara, pero muchos críticos han realizado especulaciones. Durante las Guerras Napoleónicas, se distinguieron por su valor a tres oficiales apellidados Hulot, y algunos sugieren que el nombre fue tomado de Comte Hector d'Aure. Ninguno de estos hombres, sin embargo, parecen haber presentado las características particulares del barón Hulot en la novela. Parece ser que Balzac utilizó su propia personalidad como modelo; sus amoríos con diferentes mujeres del espectro social han llevado a algunos críticos a sugerir que el autor "reconocía varios aspectos de Hulot en sí mismo". Victor Hugo, amigo de Balzac, por su parte, fue descubierto en la cama con su amante en julio de 1845. El parecido de su nombre con el de Hector Hulot (y el del nombre de soltera de su esposa, Adèle Foucher, con Adeline Fischer) también puede haber sido una posible señal del origen de los personajes.

### Wenceslas Steinbock
El escultor polaco Wenceslas Steinbock es importante principalmente por su relación con Bette. Le ofrece a Bette una fuente de orgullo, algo que la haría ver como una persona merecedora del respeto de su familia. Cuando Hortense contrae matrimonio con Steinbock, Bette siente como si se lo habrían robado. Prendergast insiste con que el incidente "debe ser descrito literalmente como un acto de robo".
La relevancia de Steinbock también yace en su pasado y su profesión, los cuales ilustran el concepto de Balzac sobre los polacos, además de a sí mismo. Después de una década transcurrida junto a Madame Hanska y de las visitas a su familia en Polonia, Balzac creía que ya comprendía al personaje nacional (como se sentía acerca de muchos otros grupos que había observado). Por lo tanto, las descripciones de Steinbock suelen estar unidas a comentarios sobre los polacos: "Soyez mon amie, dit-il avec une de ces démonstrations caressantes si familières aux Polonais, et qui les font accuser assez injustement de servilité." ("'Sé mi pareja,' añadió, con uno de esos gestos tan propios de los polacos, por los que son injustamente acusados de servilismo.")
Los críticos también consideran importante a Steinbock por su genio artístico. Como Louis Lambert y Lucien Chardon en Illusions perdues, es un hombre brillante, como Balzac se consideraba a sí mismo. Antes de que Bette lo domine, sin embargo, la genialidad de Steinbock yace bajo su propia inercia y trata de suicidarse. Más tarde, cuando abandona el círculo de influencia de Bette, vuelve a caer. Así, demuestra la convicción de Balzac de que la genialidad por sus propios medios es inútil sin determinación. Bellos coloca a Steinbock y a Bette en una dualidad de debilidad y fortaleza; mientras que el artista polaco es incapaz de dirigir sus energías hacia algo productivo, Bette acumula fortaleza por su virginidad y por lo tanto se vuelve poderosa al negar la lujuria ante la que cae Steinbock. El camino de Steinbock se erosiona aún más con los elogios que recibe por su arte, lo cual le da un sentido exagerado de autocomplacencia. Un crítico se refiere a la caída del artista como "vanidad ... arruinada por la fama prematura".

## Estilo
Si el objetivo de Balzac era (como dijo él mismo) escribir una novela realista con su "propia vieja pluma" en lugar de imitar el estilo de Eugène Sue, los críticos históricos y literarios han declarado que tuvo éxito. William Stowe describió a La prima Bette como "una obra maestra de realismo clásico" y Bellos se refirió a ella como "uno de los mayores logros del realismo del siglo XIX", comparándolo con Guerra y Paz. Algunas secciones del libro han sido criticadas por ser melodramáticas, y el biógrafo de Balzac, V. S. Pritchett, incluso describió a una parte representativa como "mal escrita". La mayor parte de los críticos, sin embargo, consideran a los elementos moralistas de la novela como demasiado complejos, y algunos señalan que el formato de folletín requería cierto nivel de estimulación para mantener interesados a los lectores. Otros indican que el interés de Balzac por el teatro fue una razón importante para la inclusión de elementos melodramáticos.

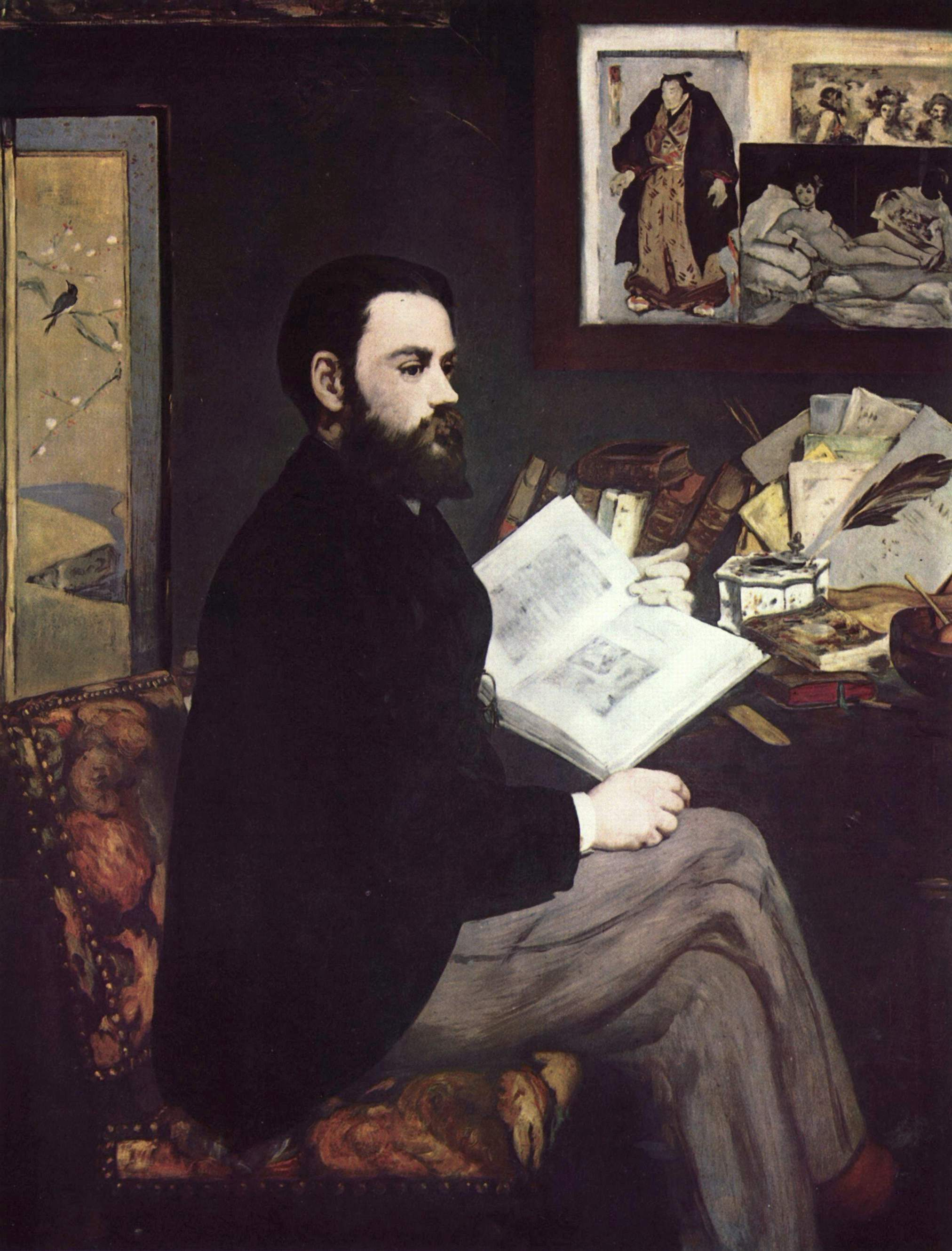
Émile Zola dijo que las obras ficticias de Balzac eran "uniquement le compte-rendu brutal de ce que l'écrivain a observé" ("sólo el reporte brutal de lo que había observado el escritor").

El característico realismo de Balzac comienza en la primera página de la novela, con la descripción del uniforme de la Guardia Nacional de Crevel, completo con la Légion d'honneur. Los detalles de la década de 1830 también aparecen en las ubicaciones geográficas de la novela. El hogar de la familia Hulot, por ejemplo, se encuentra en el área aristocrática de París conocida como el Faubourg Saint-Germain. La residencia de Bette está en el final opuesto del espectro social, en el área residencial empobrecida que rodea el Louvre: "Les ténèbres, le silence, l'air glacial, la profondeur caverneuse du sol concourent à faire de ces maisons des espèces de cryptes, des tombeaux vivants." ("Las tinieblas, el silencio, el aire glacial, y la profundidad cavernosa de la tierra se combinan para convertir a esas casas en una especie de criptas, tumbas de los vivos".) La descripción de su entorno es, como en todas las obras de Balzac, un reflejo exacto de su personalidad. Sucede lo mismo con el hogar de Marneffe al principio: contiene "les trompeuses apparences de ce faux luxe" ("la apariencia ilusoria de falso lujo"), desde las sillas gastadas en la sala hasta la polvorienta habitación.
No se prescinde de detalles en las descripciones sobre la caída y la enfermedad, dos elementos vívidos de la novela. Marneffe, por ejemplo, representa la crapulencia. Su cuerpo decrépito es un símbolo de la debilidad de la sociedad de la época, perdida tras varios años de indulgencia. El veneno que mata a Valérie y a Crevel también se describe con detalles espantosos. El doctor Bianchon ha explicado: "Ses dents et ses cheveux tombent, elle a l'aspect des lépreux, elle se fait horreur à elle-même; ses mains, épouvantables à voir, sont enflées et couvertes de pustules verdâtres; les ongles déchaussés restent dans les plaies qu'elle gratte; enfin, toutes les extrémités se détruisent dans la sanie qui les ronge." ("Está perdiendo su cabello y sus dientes, su piel se parece a la de un leproso, es un horror para sí misma; sus manos son horribles, cubiertas con pústulas verdes, sus uñas están sueltas y su carne es consumida por los humores del veneno".)
La prima Bette no es apologético en su perspectiva triste y hace conexiones directas entre los orígenes de los personajes y sus comportamientos. Por estas razones, se lo considera un antecedente importante de la literatura naturalista. El novelista Émile Zola la consideró una importante "roman expérimental" ("novela experimental"), y elogió su precisa exploración de las motivaciones de los personajes. Algunos críticos han notado que La prima Bette mostró una evolución del estilo de Balzac que tendría muy poca oportunidad de desarrollarse. Stowe, con respecto a los matices del argumento y del estilo narrativo detallista, sugiere que la novela "en circunstancias más felices habría marcado el comienzo de un 'Balzac tardío', nuevo y más maduro".

## Temáticas

### Pasión, vicio y virtud
La línea de Valérie en que describe a Dalila como causante de "la passion qui ruine tout" ("la pasión que arruina todo") es simbólica, ya que proviene de una mujer cuya pasión acelera la ruina de la mayor parte de las personas que la rodean, incluyendo a ella misma. El barón Hulot, mientras tanto, es el deseo personificado; su libido errante afecta a su esposa, su hermano, sus hijos, sus finanzas y su propia salud. Bette, por supuesto, representa a la venganza, y Adeline busca desesperadamente construir el hogar feliz que había imaginado cuando acababa de casarse. Una pasión feroz conduce a cada uno de los personajes, la cual en la mayor parte de los casos termina por consumir al individuo. Como lo explica Balzac: "La passion est un martyre." ("La pasión es un martirio.")

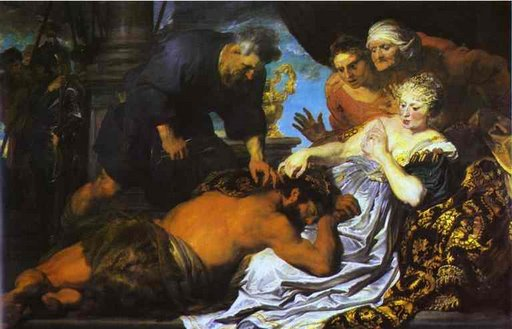
Después de describirse como Dalila, Valérie previene a sus amantes: "Prenez garde à vos toupets, messieurs!" ("¡Cuiden sus pelucas, caballeros!")

La intensidad de la pasión y las consecuencias de su manifestación resultan en un crudo contraste entre el vicio y la virtud. Bette y Valérie son pura maldad, e incluso celebran la ruina de sus blancos. Como expresó un crítico, "las verdades de la vida son apreciadas de su forma más atroz". Burlándose del uso de la guillotina durante la Revolución francesa mientras lleva a cabo sus propias trampas, Valérie dice con respecto a Dalila: "La vertu coupe la tête, le Vice ne vous coupe que les cheveux." ("La virtud te corta la cabeza; el vicio sólo te corta el cabello.") Hulot no es cruel intencionalmente, pero sus acciones no son menos devastadoras para los que lo rodean.
Del otro lado de la división moral, Adeline y sus hijos se presentan como los ejemplos resplandecientes de la virtud y la nobleza, o al menos eso parece. Hortense ridiculiza a su tía cuando Bette le menciona a su protegido, Wenceslas Steinbock, proveyéndole un catalizador psicológico al conflicto subsiguiente. Victorin expresa repetidamente su furia ante la actitud mujeriega de su padre, hasta que cruza una frontera moral importante cuando acepta formar parte del plan de Mme. Nourrison para desarraigar a Valérie. Como lo explicó un crítico, la decisión de Victorin marca un punto en la novela donde "el sistema del bien contra el mal se disuelve inmediatamente en un conflicto puramente inmoral de diferentes intereses y pasiones, regulado menos por una ley moral trascendental que por la capacidad relativa de los diferentes bandos para la astucia y la crueldad". Los actos crueles de los niños Hulot son breves pero significativos, consecuentes la mayor parte de las veces de sus olvidos (intencionales en el caso de Victorin, quien no pregunta los detalles del plan de Mme. Nourrison) y de premeditaciones maliciosas.
La cuestión de la virtud de Adeline es igualmente complicada. Aunque perdona hasta caer en lo absurdo, se la considera más ingenua que mártir. Algunos la han comparado con la protagonista de Le Père Goriot, la cual se sacrifica por sus hijas. Como lo explica Bellos: "La complicidad de Adeline con Hector la hace ciertamente más interesante como personaje literario, pero socava su papel como símbolo de virtud en la novela". Esta complicidad alcanza su punto máximo cuando no logra venderse a Crevel (quien ya había perdido interés en ella) para saldar las deudas de su marido. Su coqueteo con la prostitución a veces se considera más peligroso que la extorsión de Valérie, ya que Adeline compronete su propia dignidad en servicio de la infidelidad del barón Hulot. Durante el resto de la novela, Adeline tiembla sin control, una señal de su debilidad. Más tarde, cuando visita a la cantante Josépha (una de las antiguas amantes de su esposo), Adeline se sorprende por el esplendor ganado con una vida de seducción materialista. Pregunta en voz alta si sería capaz de darle a Hector el placer carnal que él busca fuera de su casa.
Finalmente, fallan tanto el vicio como la virtud. Valérie muere por el veneno de Montés, una consecuencia de su actitud altanera ante sus sentimientos. Bette no logra destruir la familia de su prima, y muere "al margen". La misericordia católica de Adeline, por otra parte, no es suficiente para redimir a su esposo, y sus hijos tampoco tienen este poder, como admite finalmente Victorin en la última página de la novela. Al igual que Raphael de Valentin en la novela de 1831 de Balzac La Peau de chagrin, Hulot se queda únicamente con su "vouloir": el deseo, una fuerza que es tan esencial para la existencia humana como apocalíptica.

### Género y homoerotismo
Los roles de los géneros masculino y femenino, especialmente la figura de la mujer ideal, son sumamente importantes en La prima Bette. Los cuatro personajes femeninos principales (Bette, Valérie, Adeline y Hortense) representan personalidades estereotípicas de las mujeres. Cada par busca un hombre en particular y compiten por su atención: Valérie y Adeline por el barón Hulot, y Bette y Hortense por Wenceslas Steinbock. El estudio de Balzac de la masculinidad está limitado a la lujuria insaciable de Hulot y la voluntad débil de Steinbock, con la aparición ocasional de Victorin como un patriarca tenaz durante la ausencia de su padre.

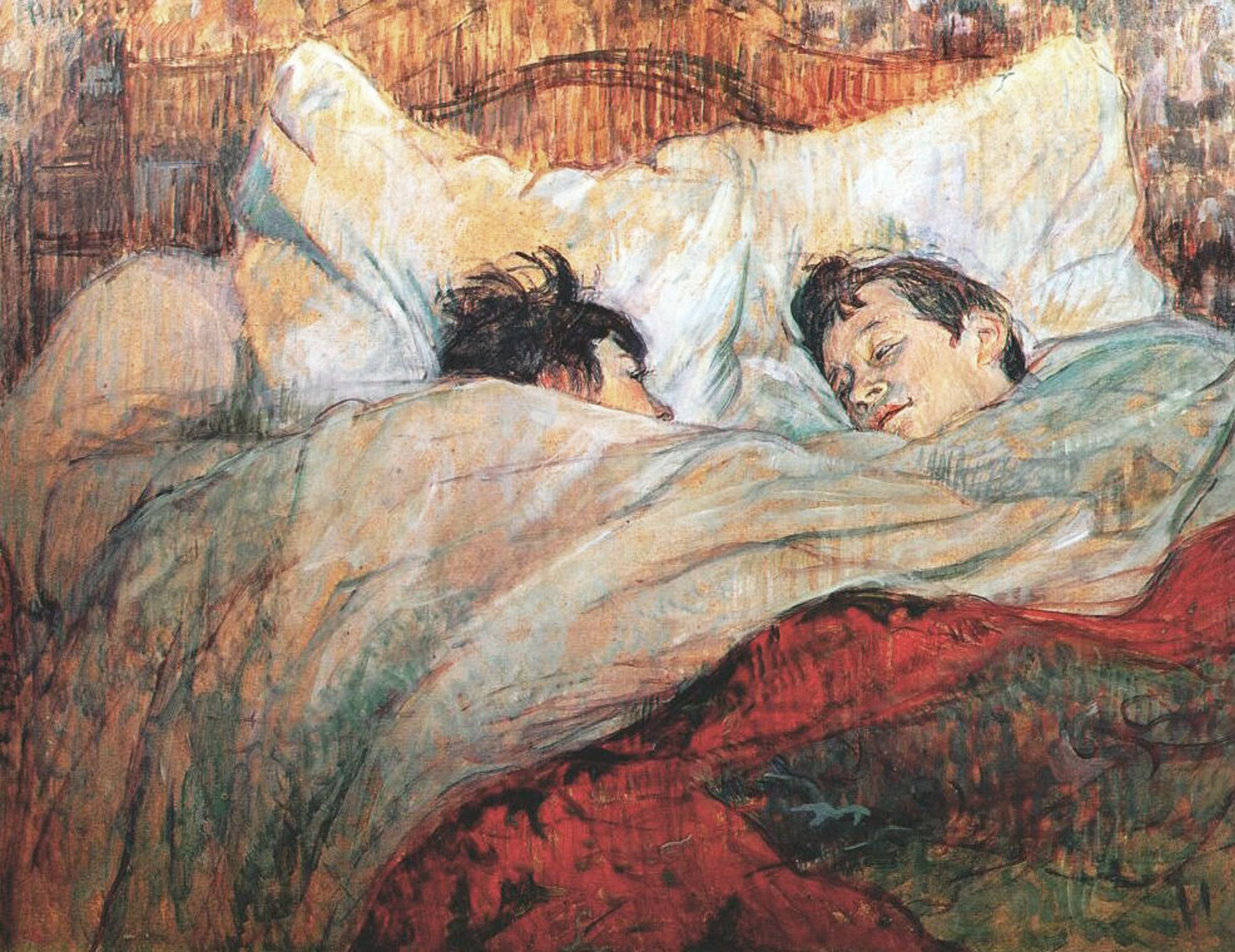
El pintor francés Henri de Toulouse-Lautrec retrató a las relaciones entre mujeres lesbianas similares (aunque más explícitas) a la de Bette y Valérie, como en su pintura "En la cama" de 1893.

Los críticos le dedicaron atención especial a la carencia de feminidad tradicional en Bette, y a sus relaciones poco convencionales con dos personajes. Desde el principio se la describe como poseedora de "des qualités d'homme" ("cualidades más propias del hombre"), con descripciones similares durante el resto del libro. Su relación y su actitud hacia Steinbock resalta su masculinidad: lo domina e incluso le brinda soporte económico para que pudiese dedicarse a la escultura. Su dominio se atenúa con su compasión maternal, pero la relación de la pareja se compara con un matrimonio abusivo: "Il fut comme une femme qui pardonne les mauvais traitements d'une semaine à cause des caresses d'un fugitif raccommodement." ("Él era como una mujer que perdona una semana de maltrato con un simple beso y una breve reconciliación".)
La relación de Bette con Valérie está marcada por connotaciones de lesbianismo. En los primeros capítulos del libro Bette está "captée" ("hechizada") por Valérie, e incluso le declara: "Je vous aime, je vous estime, je suis à vous!" ("¡Te amo, te estimo, soy totalmente tuya!") Este afecto puede haber sido platónico, pero los vecinos de los Marneffe, al igual que muchos lectores, sospechan que su vínculo trasciende la amistad. Como con Steinbock, Bette y Valérie asumen papeles de hombre y mujer; el narrador incluso menciona "Le contraste de la mâle et sèche nature de la Lorraine avec la jolie nature créole de Valérie" ("El contraste entre la naturaleza masculina de Lisbeth y la belleza criolla de Valérie"). El homoerotismo crece a lo largo de la novela, a medida que Bette alimenta el poder de Valérie para seducir y controlar a los hombres. Según un crítico, "El cuerpo de Valérie se convierte, al menos de manera simbólica, en el único lugar del placer erótico de Bette".

### Riqueza y sociedad

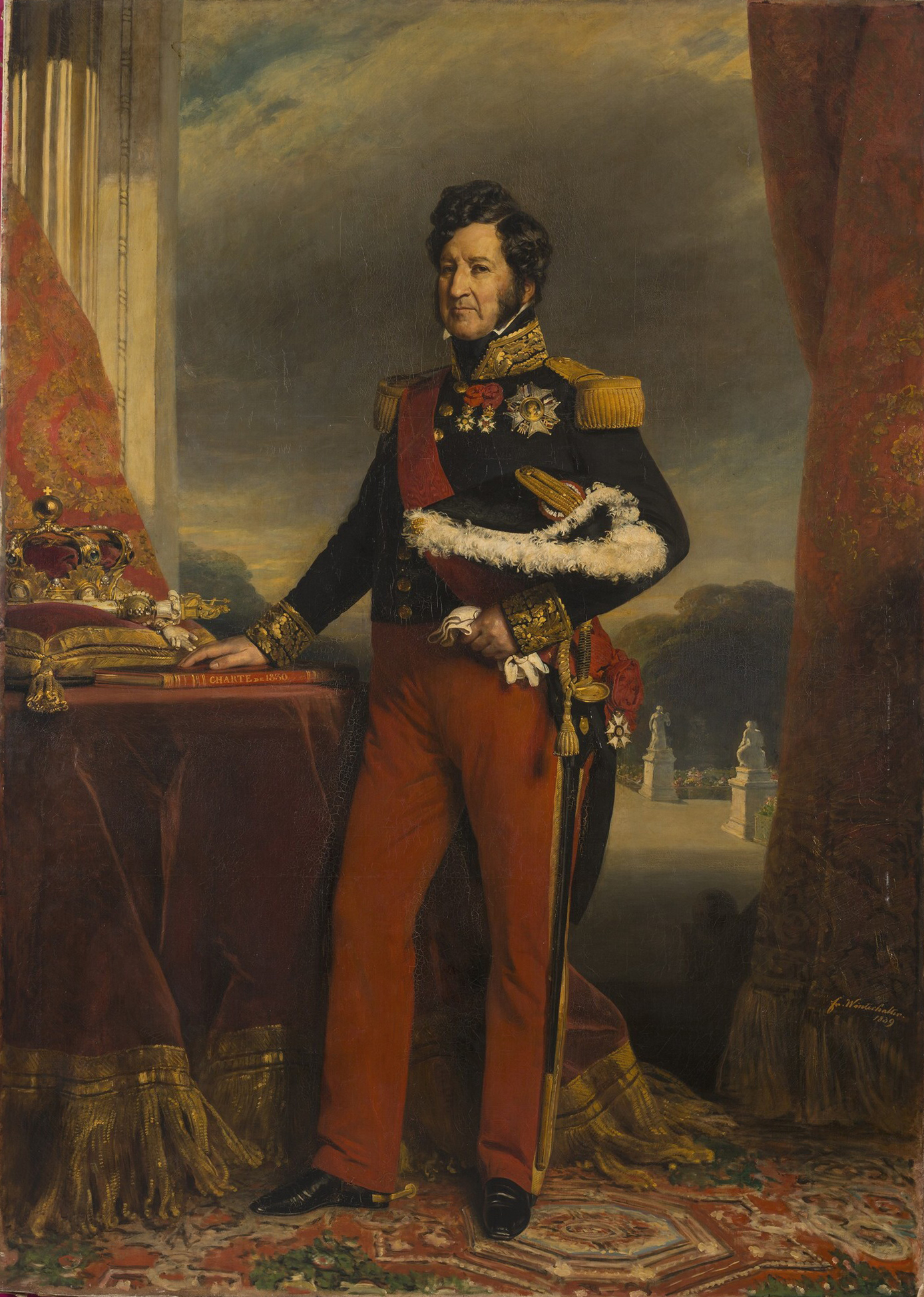
Balzac escribió en una ocasión: "La peor falla de la Revolución de Francia fue que no le permitió a Luis Felipe tener tres meses de dictadura en los cuales poner los derechos de la gente y el trono sobre una base segura".

Al igual que en muchas otras de sus novelas, Balzac analiza la influencia de la historia y el estatus social en La prima Bette. La historia se desarrolla entre 1838 y 1846, cuando el reino de Luis Felipe reflejó y dirigió cambios significativos en la estructura social. Balzac era un legitimista a favor de la Casa de Borbón, y consideraba que Napoleón Bonaparte era un modelo perfecto del poder absoluto efectivo. Balzac creía que la sociedad francesa, gobernada por la Casa de Orléans, no tenía un liderazgo fuerte, y estaba fragmentada por las demandas del parlamento. También creía que el catolicismo podría guiar a la nación y que su ausencia provocaría una baja de la moral.
Balzac demostró sus creencias mediante las vidas de los personajes en La prima Bette. El conflicto entre el barón Hulot y el comerciante Crevel reflejan la animosidad entre la aristocracia del Antiguo Régimen y la nueva burguesía de comerciantes y trabajadores de la industria. Aunque despreciaba las políticas socialistas de Eugène Sue, le preocupaba que la desesperación de los burgueses por alcanzar la prosperidad económica pudiese confundir a la gente en la consideración de los objetivos importantes de la vida. Los personajes, en especial Bette, Valérie y Crevel están obsesionados por el dinero y harían cualquier cosa para obtenerlo. Crevel le explica a Adeline: "Vous vous abusez, cher ange, si vous croyez que c'est le roi Louis-Philippe qui règne ... au-dessus de la Charte il y a la sainte, la vénérée, la solide, l'aimable, la gracieuse, la belle, la noble, la jeune, la toute-puissante pièce de cent sous!" ("Estás muy equivocada, mi ángel, si supones que el rey Luis Felipe nos gobierna... ¡por encima de la Carta hay una santa, venerada, sólida, amable, graciosa, hermosa, noble, y siempre joven pieza todopoderosa de cien céntimos!")
Las temáticas de la corrupción y la salvación salen a la luz cuando Valérie y Crevel mueren envenenados misteriosamente. Cuando su hija le pide urgentemente que fuese a ver a un sacerdote, Crevel se niega terminantemente, burlándose de la Iglesia e indicando que su estatus social sería su salvación: "la mort regarde à deux fois avant de frapper un maire de Paris!" ("la muerte lo pensará dos veces antes de llevarse a un alcalde de París".) Valérie, mientras tanto, se ve invadida por el arrepentimiento en su lecho de muerte y le pide a Bette que abandone sus planes de venganza. Siempre cortesana, Valérie describe su nueva creencia cristiana en los términos de la seducción: "je ne puis maintenant plaire qu'à Dieu! je vais tâcher de me réconcilier avec lui, ce será ma dernière coquetterie!" ("No puedo complacer a nadie que no sea Dios. Trataré de reconciliarme con Él, y ¡ese será mi último cortejo!".)

## Recepción y adaptaciones

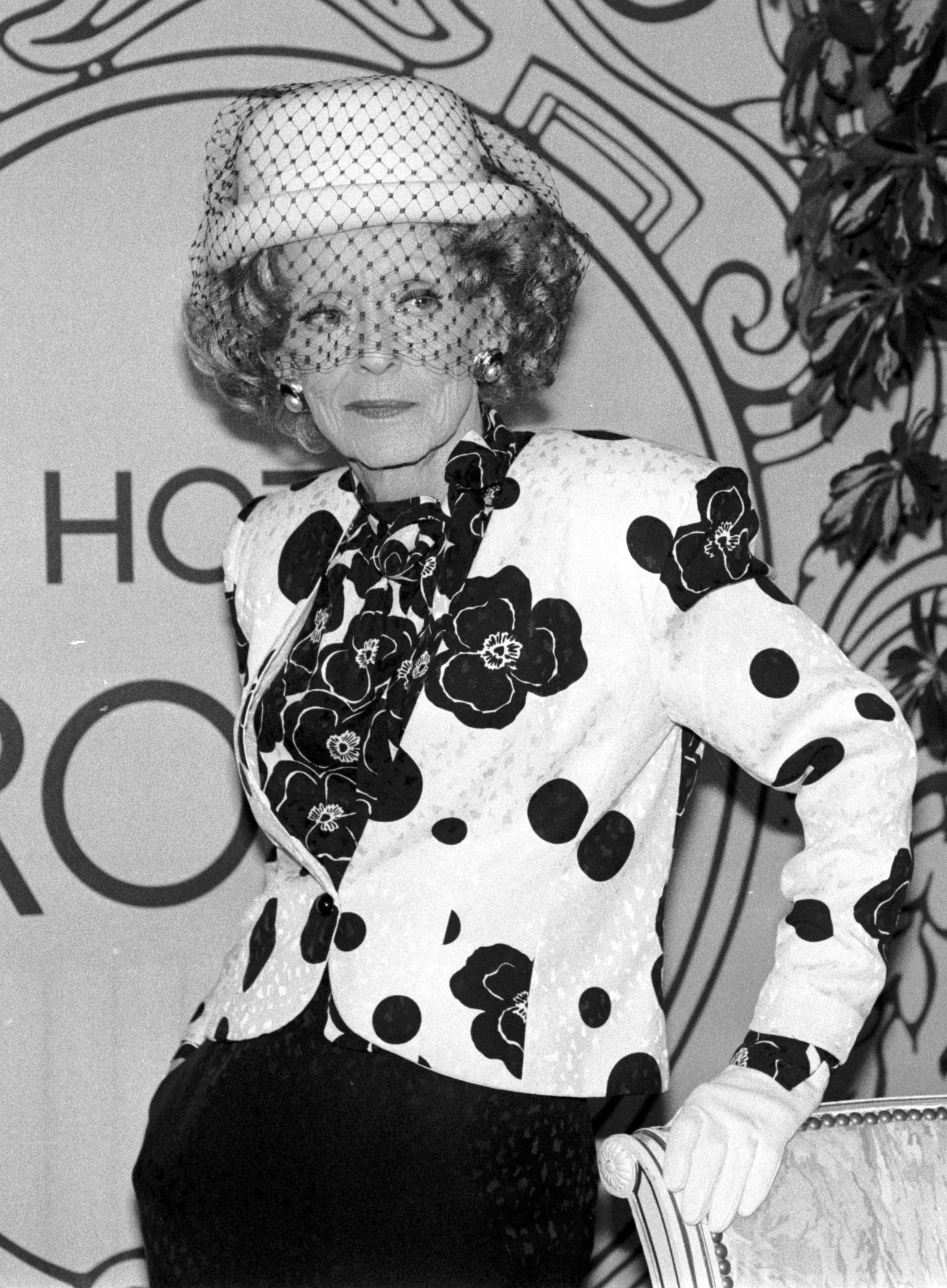
En 1921 la actriz Bette Davis, bautizada como Ruth Elizabeth Davis, eligió Bette como su nombre artístico en honor al personaje de Balzac.

La reacción de la crítica hacia La prima Bette fue inmediata y positiva, algo que Balzac no esperaba. Ya sea debido a la intensidad de su creación o a los conflictos de su vida personal, el autor se sorprendió por los elogios que recibió. Escribió: "No me doy cuenta cuán bueno es La prima Bette es... Hay una reacción inmensa a mi favor. ¡He ganado!" La edición completa se vendió bien y se reimiprimió diecinueve veces durante ese siglo. Los críticos del siglo XX también elogiaron ampliamente la novela; Saintsbury insiste con que es "sin lugar a dudas la mejor de las obras de Balzac". El biógrafo Graham Robb describió a La prima Bette como "la obra maestra de su vejez prematura".
Algunos de los críticos del siglo XIX atacaron al libro, basándose en que caracteriza a los vicios y a la corrupción como algo normal. La principal crítica negativa fue la de Charles Fourier, quien desaprobó la "inmoralidad" inherente en el duro final de la novela. Algunos críticos, como Alfred Nettement y Eugène Marron, declararon que la empatía de Balzac es hacia el barón Hulot y Valérie Marneffe. Lo fustigaron por no haber hecho más comentarios acerca del comportamiento degenerado de los personajes, la misma elección estilística que más tarde sería celebrada por los escritores naturalistas tales como Émile Zola y Hippolyte Taine.
La novela de Balzac ha sido adaptada varias veces a la pantalla. La primera vez fue en 1927, cuando el cineasta francés Max DeRieux dirigió a Alice Tissot como la protagonista. Margaret Tyzack personificó a Bette en una miniserie de 1971 de la BBC producida por Masterpiece, con Helen Mirren como Valérie Marneffe. En 1998 se estrenó otra versión cinematográfica, dirigida por Des McAnuff. Jessica Lange interpretó a Bette, junto a Bob Hoskins como Crevel y Elisabeth Shue como la cantante Jenny Cadine. Los guionistas Lynn Siefert y Susan Tarr cambiaron la historia de forma significativa, y eliminaron el personaje de Valérie. La película de 1998 recibió críticas negativas por sus actuaciones pobres y sus diálogos fuera de lugar. Stephen Holden del New York Times comentó que la película "representa a la novela como una comedia social moderna protagonizada por narcisistas vengativos, oportunistas y estúpidos que se dejan engañar".